# Андрес Монтаньйо
Андрес Роберто Монтаньйо Аройо (ісп. Andrés Roberto Montaño Arroyo; нар. 6 квітня 1990, Есмеральдас, провінція Есмеральдас) — еквадорський борець греко-римського стилю, триразовий чемпіон, дворазовий срібний та дворазовий бронзовий призер Панамериканських чемпіонатів, дворазовий чемпіон та бронзовий призер Панамериканських ігор, дворазовий срібний призер чемпіонатів Південної Америки, дворазовий чемпіон Південноамериканських ігор, учасник Олімпійських ігор, дворазовий чемпіон Південноамериканських ігор. Виграв золоту медаль у своїй дисципліні на Боліваріанських іграх 2022 року, що проходили у місті Вальєдупар, Колумбія.

## Життєпис
Боротьбою почав займатися з 1997 року. У 2008 році став срібним призером Панамериканського чемпіонату серед юніорів. А вже наступного року та у 2010 на цих же змаганнях здобував золоті нагороди.
Тренер — Цезар Карразедо.

## Спортивні результати на міжнародних змаганнях

### Виступи на Олімпіадах
| Змагання                    | Збірна  | Вагова категорія                 | Місце |
| --------------------------- | ------- | -------------------------------- | ----- |
| Літні Олімпійські ігри 2016 | Еквадор | греко-римська боротьба, до 59 кг | 17    |
| Літні Олімпійські ігри 2024 | Еквадор | греко-римська боротьба, до 67 кг | 9     |

### Виступи на Чемпіонатах світу
| Змагання                        | Збірна  | Вагова категорія                 | Місце |
| ------------------------------- | ------- | -------------------------------- | ----- |
| Чемпіонат світу з боротьби 2010 | Еквадор | греко-римська боротьба, до 60 кг | 14    |
| Чемпіонат світу з боротьби 2014 | Еквадор | греко-римська боротьба, до 59 кг | 14    |
| Чемпіонат світу з боротьби 2015 | Еквадор | греко-римська боротьба, до 59 кг | 15    |
| Чемпіонат світу з боротьби 2018 | Еквадор | греко-римська боротьба, до 60 кг | 13    |
| Чемпіонат світу з боротьби 2019 | Еквадор | греко-римська боротьба, до 60 кг | 25    |
| Чемпіонат світу з боротьби 2023 | Еквадор | греко-римська боротьба, до 67 кг | 32    |

### Виступи на Панамериканських чемпіонатах
| Змагання                                   | Збірна  | Вагова категорія                 | Місце  |
| ------------------------------------------ | ------- | -------------------------------- | ------ |
| Панамериканський чемпіонат з боротьби 2011 | Еквадор | греко-римська боротьба, до 60 кг | 10     |
| Панамериканський чемпіонат з боротьби 2012 | Еквадор | греко-римська боротьба, до 60 кг | Срібло |
| Панамериканський чемпіонат з боротьби 2014 | Еквадор | греко-римська боротьба, до 66 кг | 10     |
| Панамериканський чемпіонат з боротьби 2016 | Еквадор | греко-римська боротьба, до 66 кг | 5      |
| Панамериканський чемпіонат з боротьби 2017 | Еквадор | греко-римська боротьба, до 59 кг | Золото |
| Панамериканський чемпіонат з боротьби 2018 | Еквадор | греко-римська боротьба, до 60 кг | Бронза |
| Панамериканський чемпіонат з боротьби 2019 | Еквадор | греко-римська боротьба, до 63 кг | Золото |
| Панамериканський чемпіонат з боротьби 2021 | Еквадор | греко-римська боротьба, до 63 кг | Золото |
| Панамериканський чемпіонат з боротьби 2023 | Еквадор | греко-римська боротьба, до 67 кг | Бронза |
| Панамериканський чемпіонат з боротьби 2024 | Еквадор | греко-римська боротьба, до 67 кг | Срібло |

### Виступи на Панамериканських іграх
| Змагання                  | Збірна  | Вагова категорія                 | Місце  |
| ------------------------- | ------- | -------------------------------- | ------ |
| Панамериканські ігри 2015 | Еквадор | греко-римська боротьба, до 59 кг | Золото |
| Панамериканські ігри 2019 | Еквадор | греко-римська боротьба, до 60 кг | Золото |
| Панамериканські ігри 2023 | Еквадор | греко-римська боротьба, до 67 кг | Бронза |

### Виступи на Чемпіонатах Південної Америки
| Змагання                                    | Збірна  | Вагова категорія                 | Місце  |
| ------------------------------------------- | ------- | -------------------------------- | ------ |
| Чемпіонат Південної Америки з боротьби 2011 | Еквадор | греко-римська боротьба, до 60 кг | Срібло |
| Чемпіонат Південної Америки з боротьби 2011 | Еквадор | вільна боротьба, до 66 кг        | Срібло |

### Виступи на Південноамериканських іграх
| Змагання                       | Збірна  | Вагова категорія                 | Місце  |
| ------------------------------ | ------- | -------------------------------- | ------ |
| Південноамериканські ігри 2014 | Еквадор | греко-римська боротьба, до 59 кг | Золото |
| Південноамериканські ігри 2018 | Еквадор | греко-римська боротьба, до 60 кг | Золото |

### Виступи на Боліваріанських іграх
| Змагання                 | Збірна  | Вагова категорія                 | Місце  |
| ------------------------ | ------- | -------------------------------- | ------ |
| Боліваріанські ігри 2013 | Еквадор | греко-римська боротьба, до 60 кг | Золото |
| Боліваріанські ігри 2022 | Еквадор | греко-римська боротьба, до 67 кг | Золото |

### Виступи на інших змаганнях
| Змагання                                                               | Збірна  | Вагова категорія                 | Місце  |
| ---------------------------------------------------------------------- | ------- | -------------------------------- | ------ |
| Кубок Гранми з боротьби 2012                                           | Еквадор | греко-римська боротьба, до 55 кг | Бронза |
| Олімпійський кваліфікаційний турнір з боротьби 2012 (Кіссіммі-Орландо) | Еквадор | греко-римська боротьба, до 60 кг | 9      |
| Гран-прі Іспанії з боротьби 2012                                       | Еквадор | греко-римська боротьба, до 66 кг | 9      |
| Гран-прі Іспанії з боротьби 2013                                       | Еквадор | греко-римська боротьба, до 60 кг | Бронза |
| Кубок Бразилії з боротьби 2013                                         | Еквадор | греко-римська боротьба, до 66 кг | 10     |
| Кубок Гранми з боротьби 2014                                           | Еквадор | греко-римська боротьба, до 59 кг | Срібло |
| Гран-прі Іспанії з боротьби 2014                                       | Еквадор | греко-римська боротьба, до 59 кг | Срібло |
| Кубок Бразилії з боротьби 2014                                         | Еквадор | греко-римська боротьба, до 59 кг | Бронза |
| Кубок Гранми з боротьби 2015                                           | Еквадор | греко-римська боротьба, до 59 кг | 5      |
| Олімпійський кваліфікаційний турнір з боротьби 2016 (Фріско)           | Еквадор | греко-римська боротьба, до 59 кг | Золото |
| Кубок Владислава Пітласинські 2016                                     | Еквадор | греко-римська боротьба, до 59 кг | 11     |
| Гран-прі Іспанії з боротьби 2016                                       | Еквадор | греко-римська боротьба, до 59 кг | Срібло |
| Гран-прі Іспанії з боротьби 2018                                       | Еквадор | греко-римська боротьба, до 63 кг | Золото |
| Кубок Владислава Пітласинські 2018                                     | Еквадор | греко-римська боротьба, до 60 кг | Бронза |
| Турнір міста Сассарі з боротьби 2019                                   | Еквадор | греко-римська боротьба, до 63 кг | 5      |
| Гран-прі Іспанії з боротьби 2019                                       | Еквадор | греко-римська боротьба, до 63 кг | Срібло |
| Меморіал Маттео Пелліконе 2020                                         | Еквадор | греко-римська боротьба, до 63 кг | Золото |
| Кубок Гранми і Серро-Пеладо з боротьби 2020                            | Еквадор | греко-римська боротьба, до 60 кг | Бронза |
| Олімпійський кваліфікаційний турнір з боротьби 2020 (Оттава)           | Еквадор | греко-римська боротьба, до 60 кг | Бронза |
| Меморіал Маттео Пелліконе 2021                                         | Еквадор | греко-римська боротьба, до 67 кг | 12     |
| Турнір Дана Колова — Николи Петрова 2021                               | Еквадор | греко-римська боротьба, до 63 кг | Золото |
| Олімпійський кваліфікаційний турнір з боротьби 2020 (Софія)            | Еквадор | греко-римська боротьба, до 60 кг | 15     |
| Гран-прі Іспанії з боротьби 2023                                       | Еквадор | греко-римська боротьба, до 67 кг | Срібло |
| Меморіал Імре Поляка та Яноша Варги 2023                               | Еквадор | греко-римська боротьба, до 67 кг | 13     |
| Олімпійський кваліфікаційний турнір з боротьби 2024 (Акапулько)        | Еквадор | греко-римська боротьба, до 67 кг | Золото |
| Меморіал Імре Поляка та Яноша Варги 2024                               | Еквадор | греко-римська боротьба, до 67 кг | 5      |
| Гран-прі Іспанії з боротьби 2024                                       | Еквадор | греко-римська боротьба, до 67 кг | 4      |

### Виступи на змаганнях молодших вікових груп
| Змагання                                                 | Збірна  | Вагова категорія                 | Місце  |
| -------------------------------------------------------- | ------- | -------------------------------- | ------ |
| Панамериканський чемпіонат з боротьби серед юніорів 2008 | Еквадор | греко-римська боротьба, до 55 кг | Срібло |
| Панамериканський чемпіонат з боротьби серед юніорів 2009 | Еквадор | греко-римська боротьба, до 60 кг | Золото |